# McAllister Tower Apartments
McAllister Tower Apartments es un rascacielos de apartamentos residenciales de 28 pisos y 94 metros de altura en 100 McAllister Street en la ciudad de San Francisco, en el estado de California (Estados Unidos). La propiedad pertenece y es operada por la Universidad de California, Hastings College of the Law. La torre incluye oficinas de uso mixto en varios pisos y el Sky Room de estilo art déco con vista panorámica en el piso 24.
Concebido como una combinación inusual de una gran iglesia coronada por un hotel, su construcción provocó una disputa arquitectónica. Inicialmente diseñado por Timothy L. Pflueger en el estilo neogótico, los inversores los despidieron y contrataron a Lewis P. Hobart, quien cambió poco el diseño. En una demanda resultante, Pflueger ganó casi la mitad de los daños que pidió. El edificio se inauguró en 1930 como el Hotel William Taylor y la Iglesia Episcopal Metodista del Templo. Sin embargo, los gastos de construcción adicionales habían puesto a la congregación en mayor riesgo financiero, y el concepto de iglesia-hotel no resultó popular. No se obtuvieron ganancias en seis años, y la iglesia se fue, perdiendo su inversión. A fines de la década de 1930, el edificio albergaba el Empire Hotel, conocido por su salón Sky Room. Desde la Segunda Guerra Mundial hasta la década de 1970 sirvió como oficinas del gobierno de Estados Unidos
Reabierta como viviendas y oficinas universitarias en 1981, McAllister Tower es el hogar de unos 300 estudiantes de derecho y sus familias. "The Tower" está ubicado a una cuadra del centro administrativo y escolar de Hastings College of the Law, y es el edificio más prominente del distrito.

## Historia

### Iglesia y hotel
El rascacielos en 100 McAllister comenzó en 1920 con un plan formulado por el reverendo Walter John Sherman para fusionar cuatro de las congregaciones episcopales metodistas más grandes de San Francisco, vender sus diversas iglesias y propiedades y combinar sus activos para construir una "superiglesia" con un hotel en encima de ella. De sus 800.000 dólare iniciales compraron una propiedad en las calles McAllister y Leavenworth y contrataron a la firma de arquitectos Miller and Pflueger para diseñar el edificio.
Timothy L. Pflueger fue elegido como diseñador. El nuevo hotel, destinado a ser "seco" (sin servir bebidas alcohólicas) en la ciudad "pecaminosa", iba a llevar el nombre de William Taylor, un predicador y misionero metodista episcopal callejero que formó la primera iglesia metodista en San Francisco. La gran iglesia fue nombrada Iglesia Episcopal Metodista del Templo, o simplemente "Metodista del Templo".
A partir de 1925, Pflueger diseñó un rascacielos escalonado de 94 m y 28 pisos hecho de ladrillo enmarcado con acero, siguiendo las líneas del recién terminado Pacific Telephone & Telegraph Company Building. Su principal tema decorativo era el neogótico, expresado con fuerza en los tres arcos que formaban la entrada principal a nivel de calle de la iglesia. El Gran Salón, la gran área de adoración ubicada dentro del segundo, tercer y cuarto piso, tenía capacidad para 1.500 feligreses y se diseñó una capilla más pequeña para 125 más. 
Se instaló un gran órgano de Skinner Organ Company con cuatro manuales que controlan 3.881 tubos. Se colocó un vitral de 24 m sobre el santuario, que representa la fe, el amor y la esperanza en tres paneles altos y estrechos. Se podrían combinar dos salones de actos para albergar a 1.100 asistentes a eventos teatrales o deportivos. Unas 500 habitaciones para huéspedes y 32 apartamentos en la torre estaban destinados a brindar un flujo constante de visitantes y una fuente de ganancias para la iglesia. Aunque nunca fue el edificio más alto de San Francisco, se convertiría en el hotel más alto de la Costa oeste de Estados Unidos durante muchas décadas.
La dedicación del órgano de tubos de la iglesia tuvo lugar el 31 de agosto de 1930. Era la obra 819 de E. M. Skinner de Boston, Massachusetts. La congregación combinada estaba muy satisfecha con su nuevo lugar de culto.
Con un costo eventual de 2,8 millones de dólares (43 millones en valor actual), la finalización del edificio requirió varias rondas de nuevo financiamiento de sus inversionistas para superar gastos imprevistos. Desafortunadamente para la congregación, la idea de un hotel encima de una iglesia no atrajo el número requerido de huéspedes y la empresa no obtuvo ganancias.

### Empire Hotel
Para noviembre de 1936, se había acumulado suficiente deuda para que el comité protector de un tenedor de bonos ejecute la hipoteca de la propiedad, recomprándola por 750.000 dólares. La congregación Temple Methodist perdió su inversión y se le pidió que se fuera. El órgano de tubos Skinner Opus fue retirado para venderlo al Occidental College de Los Ángeles y reconstruirlo en su Thorne Hall. La vidriera de tres piezas se retiró y se exhibió, y finalmente se dirigió a Stockton, California, donde se instaló en la Capilla Morris de la Universidad del Pacífico. 
El edificio 100 McAllister en sí fue remodelado: el piso de la iglesia se destinó al estacionamiento, se construyó una cafetería en parte del vestíbulo del primer piso y la nueva empresa abrió nuevamente como el Empire Hotel, que se destacó por completar, en 1938, el primer vista lounge en el área, el Sky Room en el piso 24. Con alfombras de felpa, una gran barra ovalada de estilo art déco y ventanas de vidrio en todos los lados, la sala Sky brindaba una vista panorámica de la ciudad. Architect & Engineer escribió sobre el lujoso bar en abril de 1938 que "no tiene ningún prototipo al oeste de Nueva York", refiriéndose al Rainbow Room de Manhattan, que abrió tres años y medio antes.

### Oficinas federales
Al comienzo de la participación estadounidense directa en la Segunda Guerra Mundial, el gobierno de los Estados Unidos compró el edificio y lo convirtió en oficinas federales, alojamientos de oficiales, espacios utilizados por el departamento de Adquisición de Artillería del Ejército, una agencia de pasaportes y un centro de inducción dirigido por la junta de reclutamiento local. El alto techo abovedado del centro de adoración del Gran Salón estaba oculto por un Falso techofalso techo. Después de la guerra, el Internal Revenue Service trasladó las oficinas al edificio.
Muchos grupos federales en 100 McAllister trasladaron sus oficinas entre 1959 y 1960 al edificio federal recién construido en 450 Golden Gate Avenue, más tarde llamado Phillip Burton Federal Building. La ocupación en 100 McAllister era baja, aunque el Cuerpo de Ingenieros del Ejército de los Estados Unidos trasladó sus oficinas del Distrito de San Francisco allí en la década de 1960, y todavía se requería que los reclutas locales aparecieran allí hasta finales de la década de 1960. Las oficinas del Sistema de Servicio Selectivo de San Francisco estaban ubicadas en los pisos inferiores del edificio durante la Guerra de Vietnam.

### Universidad de California, Hastings College of the Law
En 1978, la Universidad de California, Hastings College of the Law (UC Hastings) compró el edificio, el más prominente del distrito de The Tenderloin, y comenzó dos años de remodelación y rediseño. Llamándola "McAllister Tower", se modernizaron 248 unidades para uso residencial de estudiantes de derecho, y el edificio se inauguró en 1981 con una combinación de unidades de estudio compactas y apartamentos más grandes de una y dos habitaciones que ocupan un total de 17 pisos. El edificio, hogar de unos 300 estudiantes de derecho y sus familias, es casualmente referido como "la Torre" por los residentes y profesores de Hastings, quienes tienen un viaje diario de una cuadra al edificio principal de la facultad de derecho en 200 McAllister.
El antiguo Sky Room con su espectacular vista de 360 grados reabrió en 1999 como James Edgar Hervey Skyroom, en honor al exalumno James Edgar Hervey, promoción de 1950, un destacado abogado litigante de San Diego. Se utiliza como un espacio para el estudio de los estudiantes durante el día (no se permite el alcohol) y está disponible para eventos especiales por la noche. Otros pisos del edificio albergan oficinas, apartamentos y comodidades residenciales. El entresuelo contiene un gimnasio compacto, el tercer y cuarto piso contienen aulas y oficinas para grupos de acción política y organizaciones de asistencia legal, y los pisos 22 y 23 albergan sedes editoriales para varias revistas académicas.
El Gran Salón permanece sin remodelar y UC Hastings ha considerado que necesita reparaciones y mejoras sustanciales, incluido un importante trabajo de ingeniería arquitectónica. La universidad tiene planes de crear un lugar de artes escénicas de 400 asientos dentro del Gran Salón.

## Galería

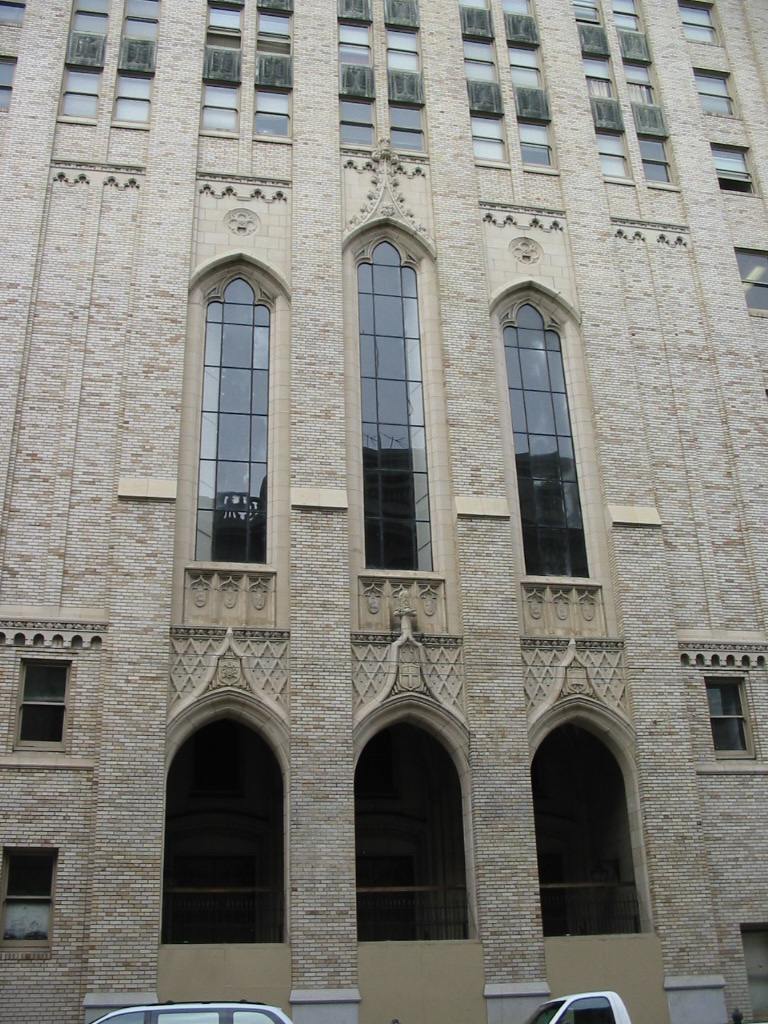
Las huellas de la Iglesia Metodista Episcopal del Templo incluyen las tres puertas de entrada originales y las ventanas decorativas, diseñadas en el estilo neogótico.
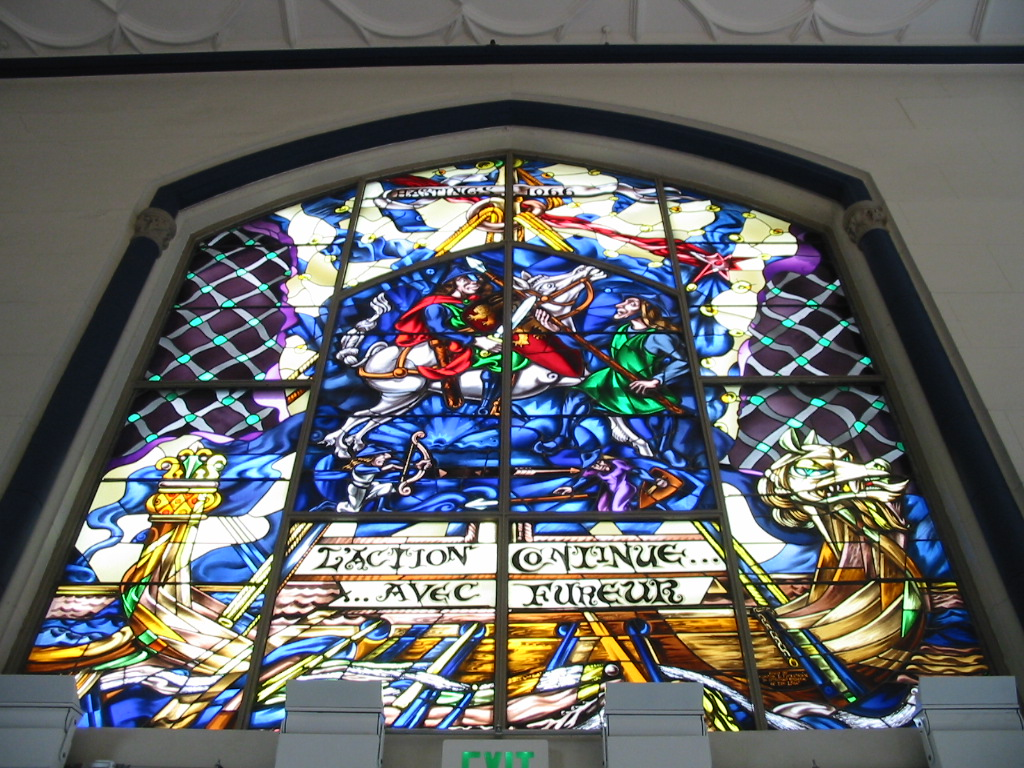
La batalla de Hastings (1066) como se muestra en una vidriera sobre la entrada principal. La frase francesa (l'action continue ... avec fureur) se traduce como "la batalla continúa".
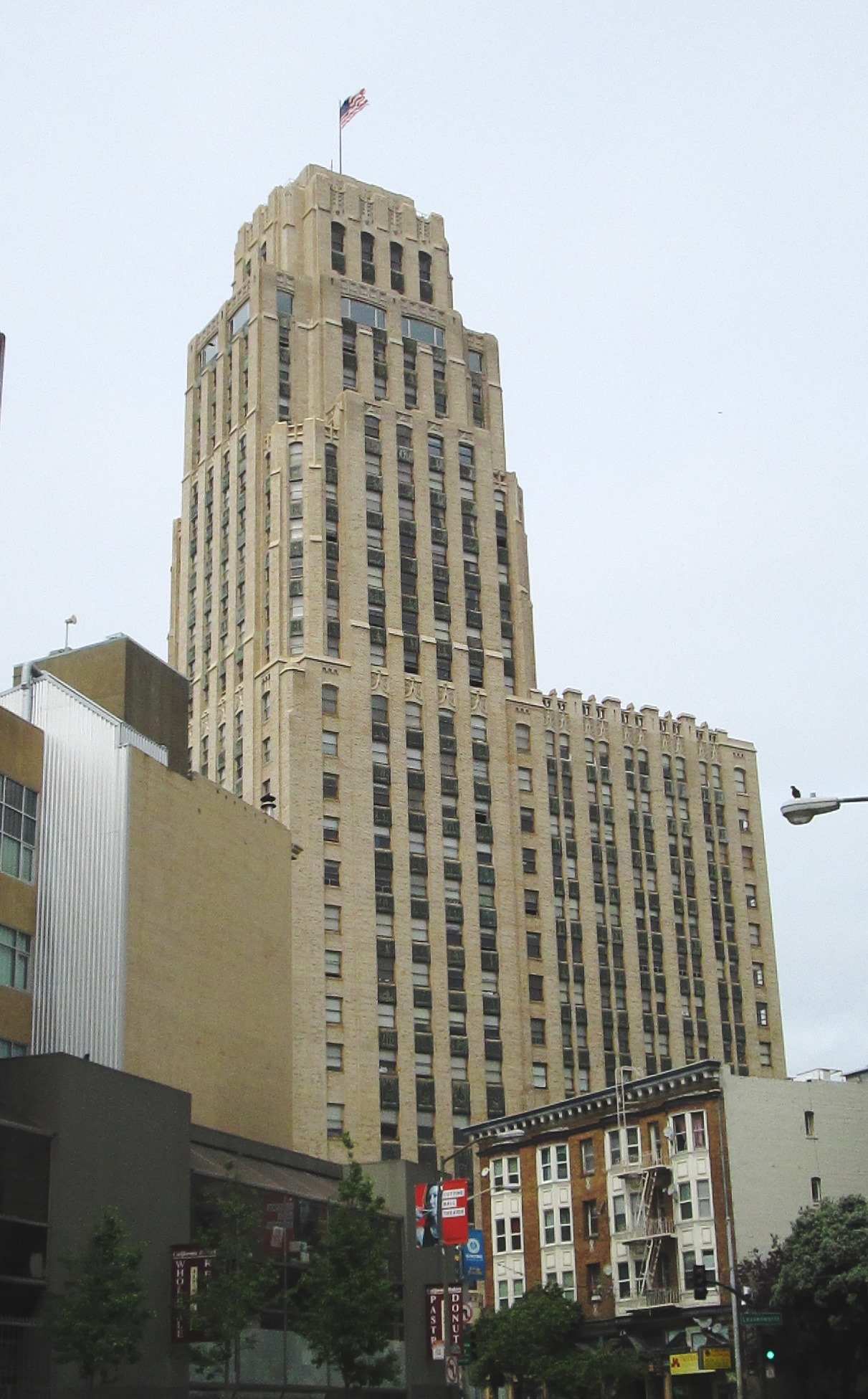
El edificio desde el sureste.